# Coelioxys tenebrosoides
Coelioxys tenebrosoides är en biart som beskrevs av Pasteels 1968. Coelioxys tenebrosoides ingår i släktet kägelbin, och familjen buksamlarbin. Inga underarter finns listade i Catalogue of Life.